# VIII всемирный конгресс эсперантистов

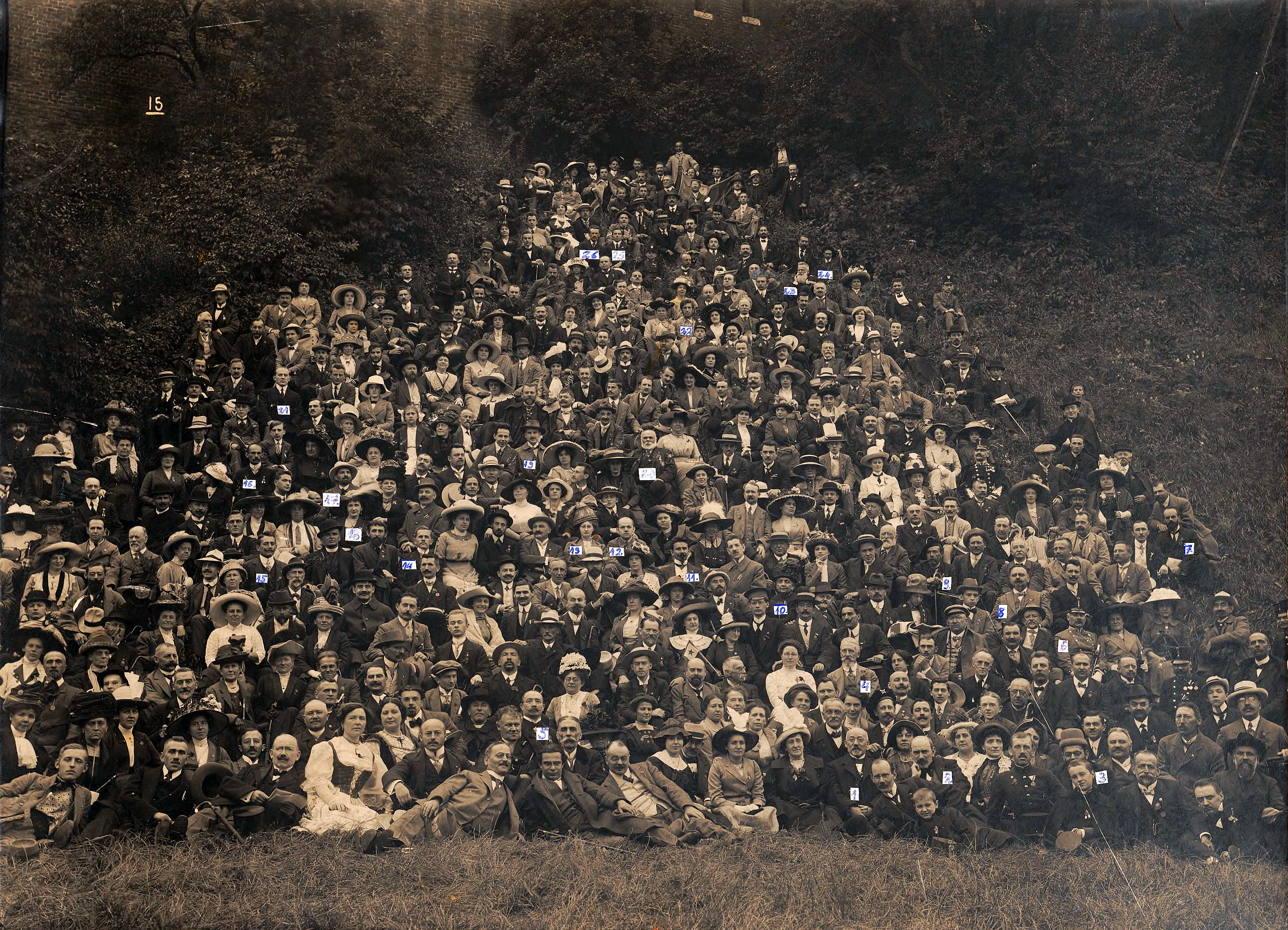
Участники конгресса

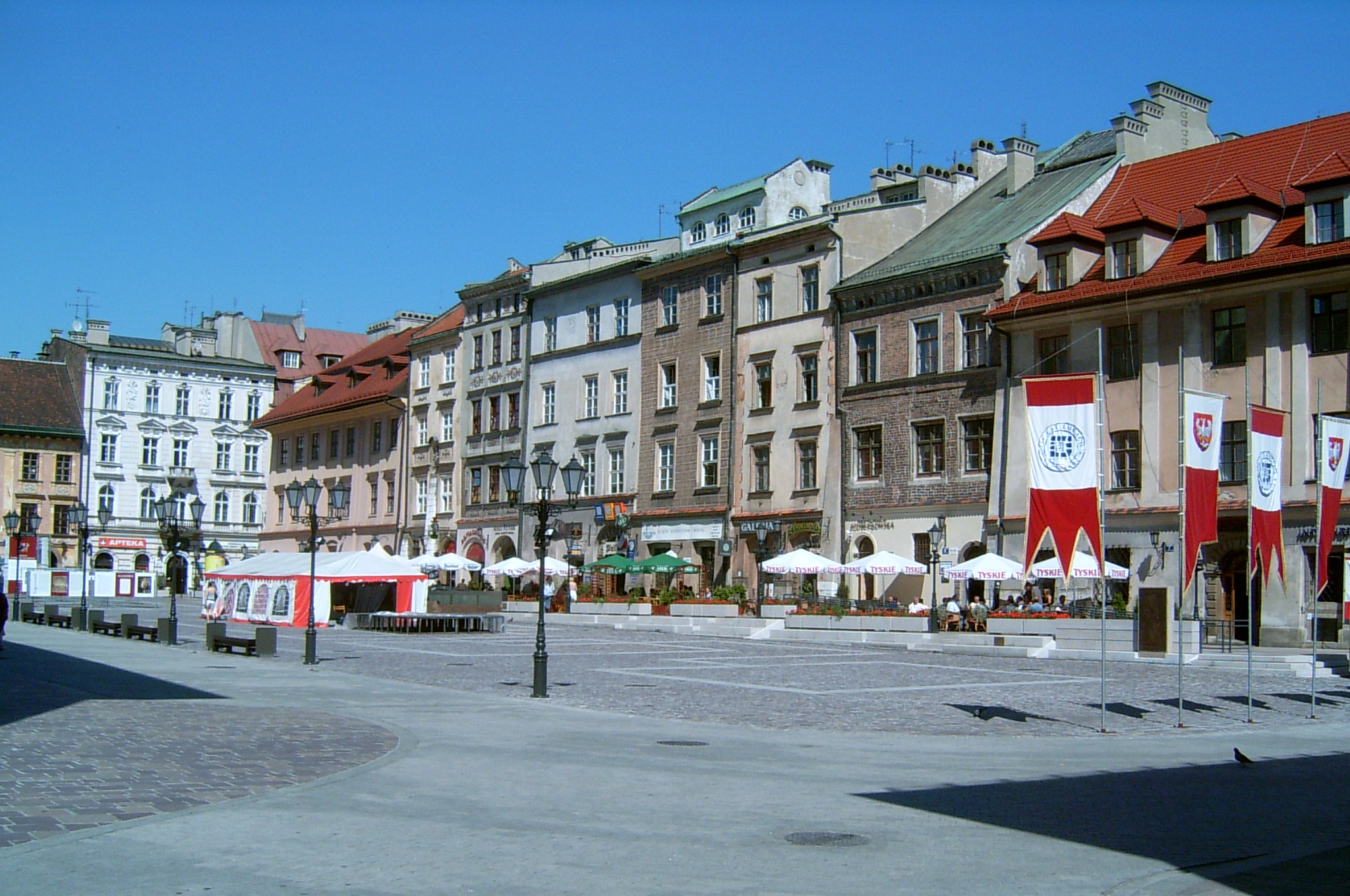
Краков

VIII Всемирный конгресс эсперантистов проходил 11—18 августа 1912 года в Кракове, (Австро-Венгрия, ныне — в Польше), в нём приняло участие 946 эсперантистов из 28 стран. В соответствии с решением предыдущего всемирного конгресса, принимать участие в конгрессе могли все желающие, уплатившие оргвзнос и соблюдавшие регламент конгресса, но правом голоса на конгрессе обладали лишь выбранные уполномоченные делегаты (эсп. rajtigitaj delegitoj) от групп и организаций эсперантистов. Этот порядок сохранялся и на следующем, 9-м всемирном конгрессе.
Выступая на конгрессе, создатель эсперанто Л. Заменгоф заявил о своём намерении отойти от активного участия в эсперанто-движении и сосредоточиться на литературной деятельности и дальнейшей разработке гомаранизма.
Культурная программа конгресса включала в себя представление пьес на эсперанто, среди которых были «Мазепа» Юлиуша Словацкого, в исполнении труппы городского театра Кракова, «Медведь» А. П. Чехова, в исполнении любительской труппы Zamenhofa Artista Adeptaro под руководством русского эсперантиста Василия Девятнина. Кроме того, была представлена на эсперанто опера С.Монюшко «Галька» (либретто В. Вольского) в исполнении труппы Львовского оперного театра.